# Cecco Bravo

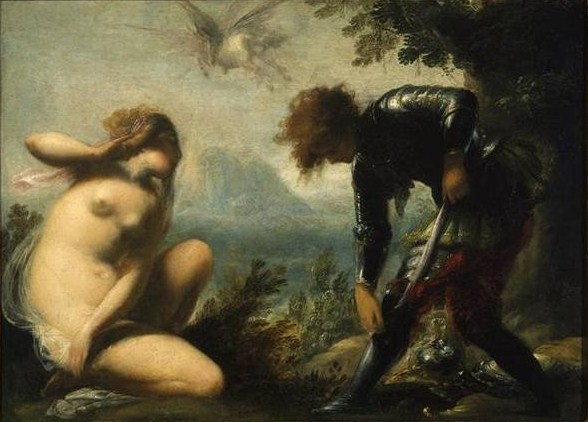
Dipinto raffigurante una scena dall'Orlando Furioso, conservato allo Smart Museum of Art di Chicago.

Francesco Montelatici detto Cecco Bravo (Firenze, 15 novembre 1601 – Innsbruck, dicembre 1661) è stato un pittore italiano.

## Biografia

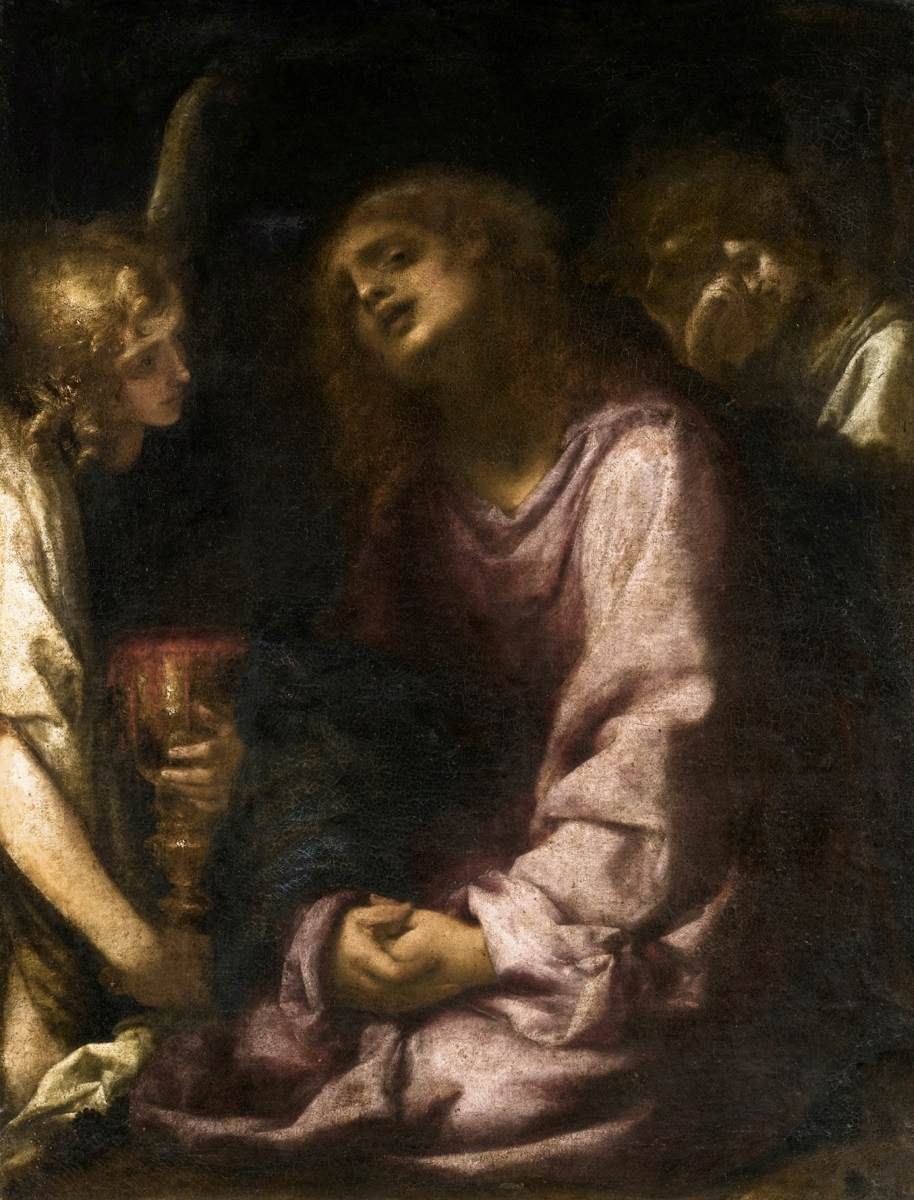
Cristo sorretto da due angeli, Collezione privata.

Artisticamente il suo maestro è stato Giovanni Biliverti ed è stato anche vicino a Sigismondo Coccapani. Negli anni '20 del XVII secolo, ha lavorato nello studio di Matteo Rosselli.
Dal 1629 risulta che avesse già una sua bottega indipendente. La sua prima opera sicura è la Vergine, san Giovanni e angeli ai lati della Crocifissione del chiostro di San Marco dell'Angelico (c. 1628-29, Firenze) e un dipinto della Carità (Santissima Annunziata di Firenze). Nel 1633, dipinse sei lunette con scene della Vita del beato Bonaventura Bonaccorsi per la chiesa della Santissima Annunziata a Pistoia, continuando una serie iniziata nel 1601 da Bernardino Poccetti. Dipinge inoltre un fregio raffigurante giochi per bambini e storie dall'Orlando Furioso (1631) per Villa Corsini a Mezzomonte a Impruneta.
Fu anche incaricato per decorare la biblioteca nella Casa Buonarroti di Firenze. Dopo la sua rappresentazione della Fama sul soffitto della biblioteca, deluso dalle continue interferenze del committente abbandonò il lavoro, e i pannelli raffiguranti illustri fiorentini posti alle pareti furono completati da altri, tra cui Matteo Rosselli (1636). Successivamente ricevette l'incarico di completare il lavoro avviato da Giovanni da San Giovanni (che morì dopo aver iniziato l'opera) per la Sala degli Argenti in Palazzo Pitti, in una commissione comune con Ottavio Vannini e Francesco Furini. Questo lavoro gli venne commissionato nel 1635 da Ferdinando II de' Medici poco prima del suo matrimonio con Vittoria della Rovere. Gli affreschi erano destinati a celebrare la figura di Lorenzo de Medici. Nella parete sud, Cecco Bravo dipinse l'allegoria raffigurante Lorenzo messaggero di pace.
Cecco Bravo è stato uno degli autori degli affreschi posti sulle pareti dell'Oratorio dei Vanchetoni. L'oratorio contiene anche dipinti di affreschi di Giovanni da San Giovanni, Pietro Liberi e del Volterrano. Una tela di Cecco Bravo raffigurante l'Aurora è posto nel Palazzo Montecitorio.
Alla fine del 1659, Cecco venne segnalto dal cardinale Leopoldo de' Medici  come pittore di corte ad Anna de' Medici, la moglie di arciduca Ferdinando Carlo d'Austria dei Tirolo. Cecco accettò l'incarico e trascorse gli ultimi due anni della sua vita a Innsbruck.

## Preziosismi cromatici
È stato scritto, a proposito di Cecco Bravo, dell'interpretazione rivolta ai preziosismi cromatici, in linea con l'arte della Controriforma che coinvolse lo stile fiorentino, che abbandonò «la concezione disegnativa della pittura per privilegiare la resa del significato affettivo dell'evento».

## Firenze e il mondo
Protagonista della Seconda biennale internazionale della grafica che si tenne a Firenze del 1970, dell'artista viene presentata una silloge di suoi disegni a cura di Piero Bigongiari. «(...) la luce brilla in un minuto, impalpabile polverio immemoriale, attraverso colori suggeriti dal tono, mai diretti, in una sorta di davvero unico antimpressionismo secentesco, di quell'antimpressionismo di cui Vermeer è mago e che suggerisce la luce per divisione estrema dei singoli vibrioni tonali, mai direttamente attraverso il colore-luce». Uno dei "riscopritori" di Cecco Bravo fu Luigi Baldacci, che ha avuto modo, tra l'altro, di ricordare «l'impressione provata davanti al Cristo confortato dagli angeli visto in casa di Piero Bigongiari». Fu proprio quel «capolavoro di esagerazione» a far nascere in Baldacci la passione per il collezionismo. Con la mostra a Firenze dell'estate 1999 continua il rapporto stretto dell'artista con la sua città natale le cui opere sono sparse per il mondo. Nel 1989 un articolo di Riccardo Spinelli che si trova in un Catalogo della Galleria Pasti Bencini situata in Via Maggio, presentando due opere, Il ragazzo delle libellule e Il ragazzo che beve, ricorda i «quattro paesaggi divisi tra la collezione Crawshay ad Abergavenny (Scozia), la Staatsgalerie di Stoccolma e il mercato antiquario italiano» oltre alla presenza nel Catalogo Florentine Baroque Art from American Colletions di J. Nissman, New York 1969, le opere presenti al Paul Getty di Malibu, e, ancora riguardo a New York, lo Spinelli rimanda al lavoro di Piero Bigongiari. Importante poi la collezione di disegni di Cecco Bravo in possesso della Biblioteca Marucelliana.